# パウリーネ・フォン・ヴュルテンベルク (1877-1965)
パウリーネ・フォン・ヴュルテンベルク（ドイツ語: Pauline Prinzessin von Württemberg, 1877年12月19日 - 1965年5月7日）は、ドイツ・ヴュルテンベルク王国の王族、ヴュルテンベルク王女（Prinzessin von Württemberg）。最後のヴュルテンベルク王ヴィルヘルム2世の一人娘である。

## 生涯
ヴィルヘルム2世王とその最初の妻でヴァルデック侯ゲオルク・ヴィクトルの娘であるマリーの間の第1子、長女として生まれた。全名は、パウリーネ・オルガ・ヘレーネ・エンマ・フォン・ヴュルテンベルク（Pauline Olga Helene Emma von Württemberg）。4歳で母と死別している。
1898年10月29日にシュトゥットガルトにおいて、ヴィート侯ヴィルヘルム・アドルフの長男フリードリヒと結婚した。夫妻は当初、フリードリヒが所属する連隊の駐屯していたポツダムで暮らしたが、1902年にベルリンに移った。1907年に夫がヴィート侯爵家の当主になると同時に、ノイヴィート（現在のラインラント＝プファルツ州ノイヴィート郡）の侯爵邸を住まいとした。
1902年よりドイツ赤十字社の活動に関わるようになり、ベルリン・シャルロッテンブルク支部の支部長となった。1907年に本社勤務となり、1937年まで勤めた。1922年から1945年まではライン州支部長を兼ねている。1933年4月1日に国家社会主義ドイツ労働者党（ナチ党）に入党し、同党の137万2487人目の党員となった。しかし赤十字社ライン州支部長としてはむしろ、赤十字社所属の看護婦をキリスト教徒に制限しようとするナチ党の差別的な政策に抗議し、迫害された看護婦を守ろうとした。
第2次世界大戦後、ナチ戦犯として指名手配された赤十字関係者のゲルトルート・ショルツ＝クリンクとその夫アウグスト・ハイスマイヤーを、実家の所有するベーベンハウゼン城に匿った。1945年に夫と死別すると、故郷のヴュルテンベルクに帰った。父から相続したルートヴィヒスブルクのヴィラ・マリエンヴァール（Villa Marienwahl）に住み、馬の飼育に専念した。馬に対する愛情が非常に強かったため、ルートヴィヒスブルク市に特別の許可を得て、亡くなった際には自分の所有する養馬場の敷地内に葬られている。

## 子女
夫との間に2人の息子をもうけた。
- ヘルマン・ヴィルヘルム・フリードリヒ（1899年 - 1941年） - 1930年、シュトルベルク＝ヴェルニゲローデ女伯爵マリア・アントニアと結婚
- ディートリヒ・ヴィルヘルム・フリードリヒ・カール・パウル（1901年 - 1976年） - 1928年、ユーリア・グローテ女伯爵と結婚